# Uttar Bagdogra
Uttar Bagdogra è una suddivisione dell'India, classificata come census town, di 15.772 abitanti, situata nel distretto di Darjeeling, nello stato federato del Bengala Occidentale. In base al numero di abitanti la città rientra nella classe IV (da 10.000 a 19.999 persone).

## Geografia fisica
La città è situata a 26° 41' 28 N e 88° 18' 45 E.

## Società

### Evoluzione demografica
Al censimento del 2001 la popolazione di Uttar Bagdogra assommava a 15.772 persone, delle quali 8.238 maschi e 7.534 femmine. I bambini di età inferiore o uguale ai sei anni assommavano a 1.883, dei quali 957 maschi e 926 femmine. Infine, coloro che erano in grado di saper almeno leggere e scrivere erano 11.757, dei quali 6.666 maschi e 5.091 femmine.